# Placówka Straży Celnej „Kartoszyno”
Placówka Straży Celnej „Kartoszyno” – jednostka organizacyjna Straży Celnej pełniąca w okresie międzywojennym służbę ochronną na granicy polsko-niemieckiej.

## Formowanie i zmiany organizacyjne
Na wniosek Ministerstwa Skarbu, uchwałą z 10 marca 1920 roku, powołano do życia Straż Celną. Jednostki Straży Celnej rozpoczęły przejmowanie odcinków granicy od pododdziałów Batalionów Celnych. W 1921 roku w Krokowie stacjonował sztab 3 kompanii 19 batalionu celnego. 3 kompania celna wystawiła między innymi placówkę w Kartoszynie. Proces tworzenia Straży Celnej trwał do końca 1922 roku. Placówka Straży Celnej „Kartoszyno” weszła w podporządkowanie komisariatu Straży Celnej „Tyłowo” z Inspektoratu SC „Wejherowo”.
W drugiej połowie 1927 roku przystąpiono do gruntownej reorganizacji Straży Celnej. W praktyce skutkowało to rozwiązaniem tej formacji granicznej. Ochronę północnej, zachodniej i południowej granicy państwa przejęła powołana z dniem 2 kwietnia 1928 roku Straż Graniczna. W strukturach nowo powstałej formacji nie odtworzono placówki „Kartoszyno”.

## Służba graniczna
Sąsiednie placówki
- placówka Straży Celnej „Nadole” ⇔ placówka Straży Celnej „Tyłowo” – 1926[9]

## Funkcjonariusze placówki
Kierownicy placówki
| stopień          | imię i nazwisko, numer | okres pełnienia służby | kolejne stanowisko |
| ---------------- | ---------------------- | ---------------------- | ------------------ |
| starszy strażnik | Bolesław Ober (762)    | był w 1926             |                    |

Obsada personalna placówki w 1926:
- starszy strażnik Bolesław Ober (762)
- strażnik Franciszek Tomczyk (876)
- strażnik Marian Wita (1008)
- strażnik Antoni Pietrzak (771)
- strażnik Jan Skibicki (3224)